# Urgons
Urgons település Franciaországban, Landes megyében. Lakosainak száma 242 fő (2022. január 1.). Urgons Arboucave, Bats, Castelnau-Tursan, Payros-Cazautets, Saint-Loubouer és Samadet községekkel határos.

## Népesség
A település népessége az elmúlt években az alábbi módon változott:
| Lakosok száma | 324  | 265  | 261  | 258  | 264  | 261  | 252  | 246  | 243  | 242  |
|               | 1968 | 1982 | 1990 | 2006 | 2013 | 2015 | 2017 | 2019 | 2020 | 2022 |